# 710
سنة 710 م كانت سنة بسيطة تبدأ يوم الأربعاء (الرابط يظهر نموذج التقويم الكامل للسنة) من التقويم اليولياني. بدأت تسمية السنة ب710 منذ العصور الوسطى المبكرة، عندما أصبح تقويم أنو دوميني هو الأسلوب السائد في أوروبا لتسمية السنوات.

## وفيات
- الأخطل شاعر عراقي
- السائب بن يزيد من صغار الصحابة ورواة الحديث
- سهل بن سعد
- متياس جايلز راهب يوناني
- يعلى الأحول